# Gorge della Reina
Le Gorge della Reina costituiscono una breve ma profonda gola scavata nelle rocce calcaree delle falesie che, poste alle spalle dell'abitato di Entracque, formano lo spartiacque che staccandosi dalla cima Bussaia si dirige in direzione nord-ovest a dividere il vallone di Entracque da quello di Roaschia.

## Posizione

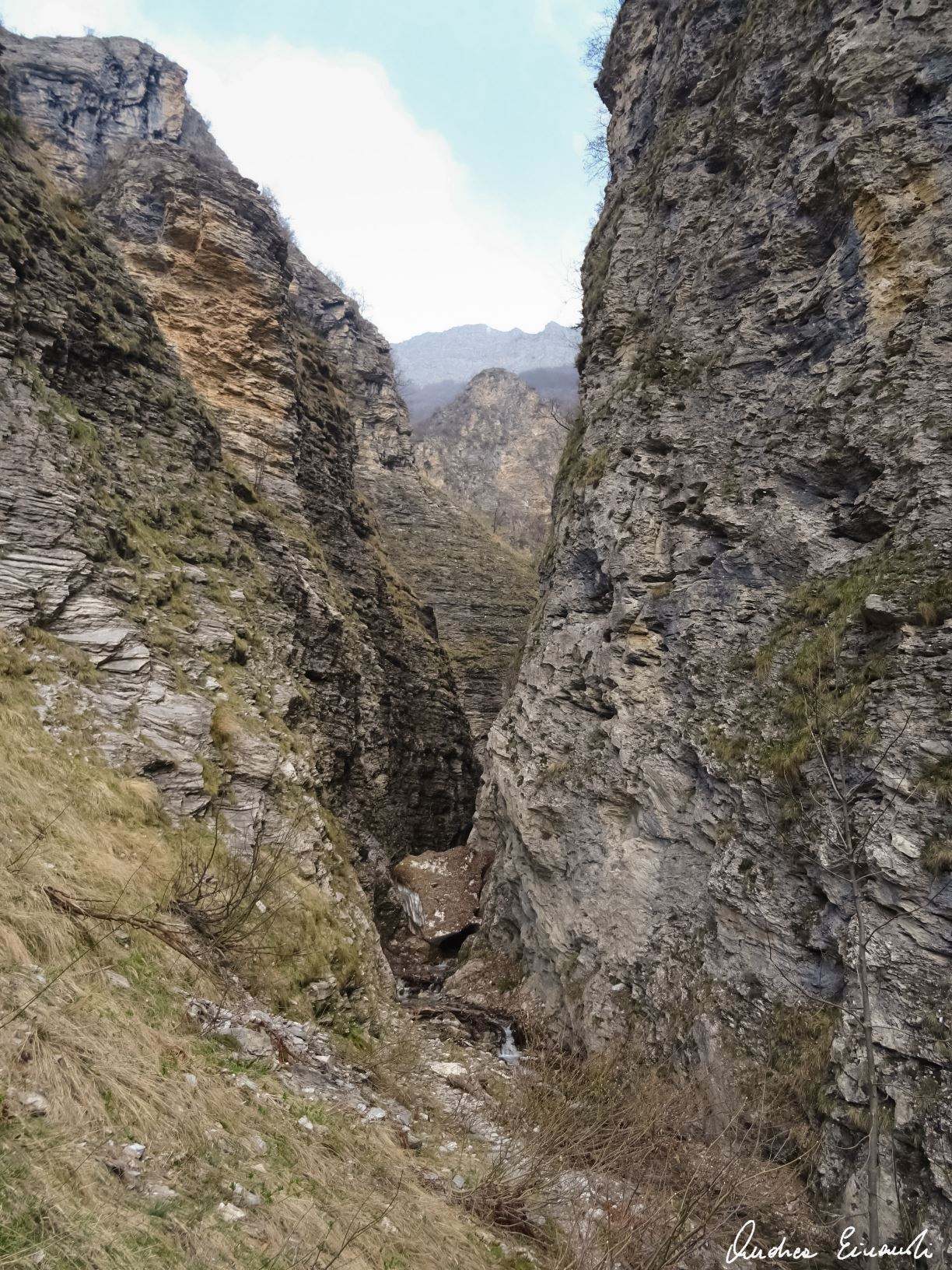
Addentrandosi nelle gorge

L'accesso alle gorge è possibile in circa un'ora di cammino da Entracque oppure mediante un sentiero più breve che percorre il vallone Balme di Gherra in direzione nord-est dalla piccola frazione di Tetti Violin. L'inizio delle gorge si trova a circa 1141 metri di altitudine, in corrispondenza di un apposito cartello segnaletico, nel punto in cui il vallone Balme di Gherra viene bruscamente interrotto da rocce verticali rossastre. La profonda fenditura si insinua in direzione nord-est stretta tra alte pareti di roccia calcarea di colore grigiastro seguendo il tragitto di un piccolo corso d'acqua. Percorrendo l'angusto tragitto per circa duecento metri si giunge ad uno slargo caratterizzato da dirupi rocciosi e cascatelle dove un salto di roccia impedisce il proseguimento del cammino, mentre piccoli colatoi si innalzano e ramificano verso la costa calcarea compresa tra le Rocce della Scregna e la Punta del Van. 

## Storia
Secondo la tradizione popolare le gorge prenderebbero il nome dalla regina Giovanna I d'Angiò (Reino Jano), sovrana vissuta nel XIV secolo cui è attribuito il merito di aver riunito i popoli occitani sotto un'unica bandiera . La leggenda narra che ella rifiutò la proposta d'amore del figlio del re di Francia e per tale ragione le fu mosso contro l'esercito al fine di carpirla con la forza . La sovrana trovò rifugio presso Roaschia mentre il principe con la sua armata si radunarono su una vicina altura per sferrare un attacco a sorpresa dall'alto. La prepotenza del nobile suscitò l'intervento della Provvidenza che fece cadere l'intero esercito nelle profondità delle gorge .